# Santa Rosa and San Jacinto Mountains National Monument
Das Santa Rosa and San Jacinto Mountains National Monument ist ein Schutzgebiet vom Typ eines National Monuments im US-Bundesstaat Kalifornien. Es wurde im Oktober 2000 vom US-Kongress errichtet, um die biologische Vielfalt der Bergkette und ihre kulturelle Bedeutung für die Cahuilla-Indianer zu bewahren. Das Gebiet wird gemeinsam verwaltet vom Bureau of Land Management, einer Behörde des US-Innenministeriums, und dem United States Forest Service, denen vor der Unterschutzstellung die Flächen im Bundesbesitz unterstellt waren, sowie dem Stammesrat der Cahuilla, denen ein Teil der Flächen gehören.

## Beschreibung
Die Santa Rosa und San Jacinto Mountains sind der nördlichste Teil der Bergkette, die die Halbinsel Baja California in Mexiko bildet und noch gut 100 km über die Grenze der Vereinigten Staaten reicht. Sie wird in englischer Sprache als Peninsular Ranges bezeichnet. Ihr höchster Punkt im Schutzgebiet ist der 3292 m hohe San Jacinto Peak. Im Osten liegt die Sonora-Wüste mit dem Joshua-Tree-Nationalpark, im Südosten der Saltonsee. Im Nordosten schließen sich die San Bernardino Mountains an, knapp 100 km westlich liegt Los Angeles. 
Das Gebiet ist vom Klima der umliegenden Wüsten geprägt. Die Bergkette ist von tiefen Canyons durchzogen, die Schatten und Feuchtigkeit bieten. In ihnen leben Tier- und Pflanzenarten, die an diese Umweltbedingungen angepasst sind. Dazu gehören die Gummiboa, die Kalifornische Gopherschildkröte, mehrere Eidechsenarten und drei Arten Klapperschlangen. Außerdem leben im Schutzgebiet Dickhornschafe und Kojoten, sowie Steinadler. Weißkopfseeadler überwintern im Gebiet. In der Pflanzenwelt sind besonders Farne bemerkenswert, die den Boden und die Seitenwände der Canyons prägen. 
Etwa 36 % der Fläche des Schutzgebietes sind dem weitergehenden Schutz als Wilderness Area unterstellt. Dabei sind die Santa Rosa Mountains Wilderness und die Santa Rosa Wilderness vollständig sowie die San Jacinto Wilderness teilweise in das National Monument integriert. Über 20 % des National Monuments gehören zum San Bernardino National Forest, einem Nationalforst.

## Kulturgeschichte
Die Santa Rosa und San Jacinto Berge sind seit mindestens 3000 Jahren ununterbrochen von den Vorfahren des heutigen Agua-Caliente-Stammes der Cahuilla besiedelt. Sie lebten im Familienverband oder kleinen Dörfern, die sie in der Regel am Ausgang der Canyons bauten. Teilweise hatten sie unterschiedliche Dörfer für den Sommer und den Winter, um sich so den klimatischen Bedingungen anzupassen. 
Im Schutzgebiet können Petroglyphen, Grubenhäuser und Fundamente von Steinbauten gefunden werden. Mehrere der Berge gelten den Cahuilla als heilig und werden im Schutzkonzept besonders berücksichtigt. 

## Santa Rosa and San Jacinto Mountains National Monument heute
Das Schutzgebiet wird durch scharfe Zielkonflikte zwischen den Interessen privater Grundbesitzer und Nutzungsberechtigter und den Schutzzielen beeinträchtigt. In das National Monument sind diverse Flächen in Privatbesitz eingelagert, von denen Störungen und Beeinträchtigungen ausgehen. Privatgrundstücke innerhalb der Grenzen des National Monumentes sind nicht Teil des Schutzgebietes. Diese Privatgrundstücke können nur Teil des National Monuments werden, sofern sie freiwillig von den Vereinigten Staaten erworben werden können. Erwirbt der Bund Privatgrundstücke innerhalb des National Monument, so werden diese Grundstücke Teil des Schutzgebietes. Die Ausweisung des National Monuments hat keinen Einfluss auf die Rechte von Eigentümern von Grundstücken, welche sich nicht im Eigentum der USA befinden im oder an den Grenzen des Schutzgebietes.
Die hohe Siedlungsdichte im südlichen Kalifornien und die Nähe zur Metropole Los Angeles führen zu einer starken touristischen Nutzung, die sich auf die Natur belastend auswirkt. Schwerpunkt ist das Umfeld der Bergstation der Palm Springs Aerial Tramway. Daneben werden die Nutzung durch Mountainbiker und das illegale Befahren der Berge mit Geländewagen als Bedrohung angesehen.
Bis 2002 wurde ein Pflege- und Nutzungsplan erarbeitet, die Maßnahmen beschränken sich weitgehend auf Besucherlenkung, die Sperrung besonders empfindlicher oder vorbelasteter Gebiete, den Unterhalt der Wanderwege und archäologische Forschung zur indianischen Besiedelung der Berge. Außerdem wird die Verbreitung der Tamarisken bekämpft, einer Strauchart, die als Neophyt im Gebiet vorkommt und droht, die einheimische Pflanzenwelt und die an sie angepassten Tierarten zu verdrängen und den Wasserhaushalt des Gebietes zu verändern.
Bereits seit 1996 gibt es ein Informationszentrum zum Gebiet in Palm Desert, das bei der Gründung des National Monuments als Besucherzentrum übernommen wurde.